# East Lexham
East Lexham är en by i civil parish Lexham, i distriktet Breckland, i grevskapet Norfolk i England. Byn är belägen 9 km från Swaffham. East Lexham var en civil parish fram till 1935 när blev den en del av Lexham. Civil parish hade 160 invånare år 1931.